# Alex Deutsch (Musiker)

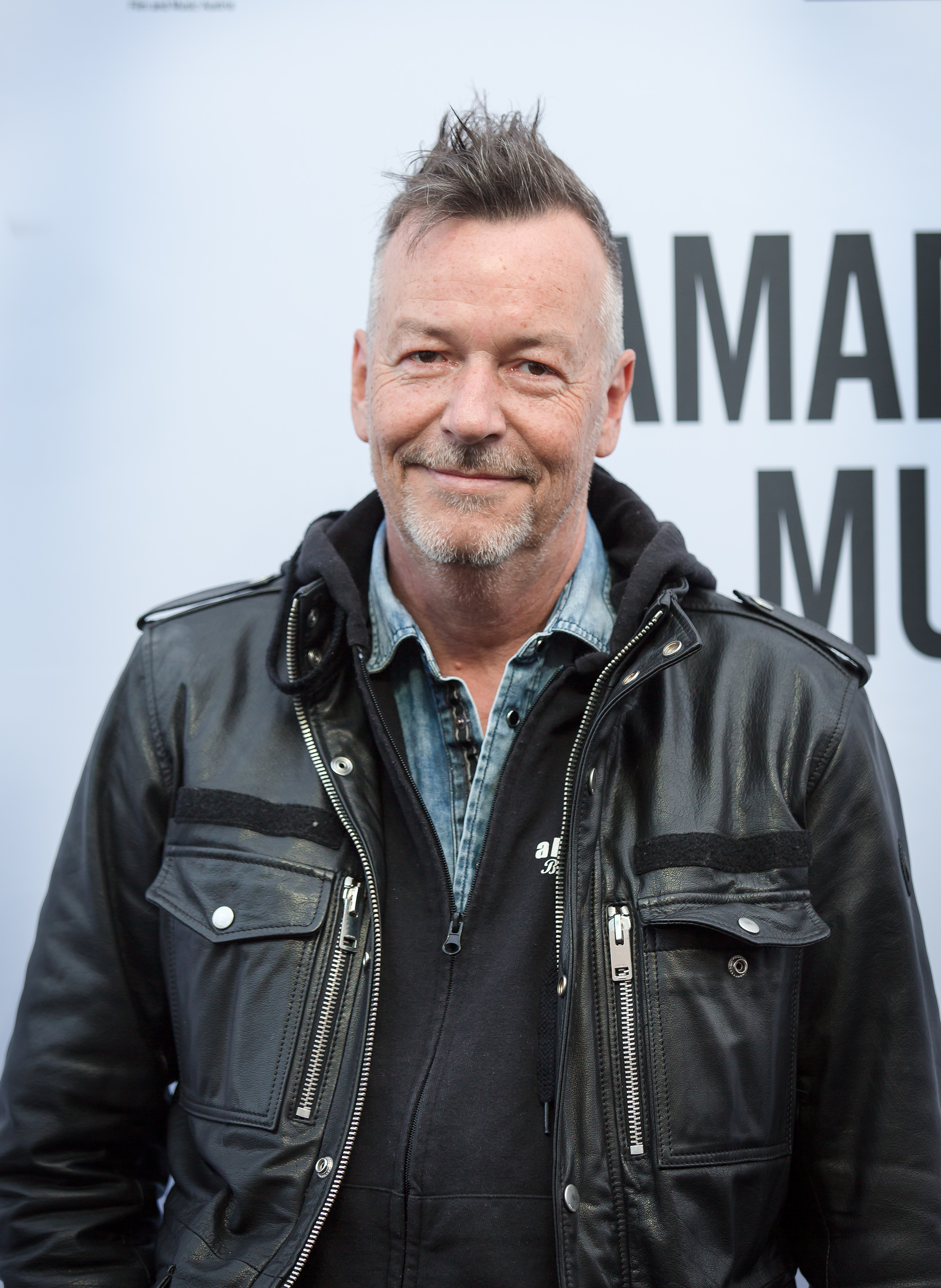
Alex Deutsch (2016)

Alexander A. Deutsch, Pseudonym aleXdrum (* 9. August 1959 in Irdning), ist ein österreichischer Musiker.

## Leben und Wirken

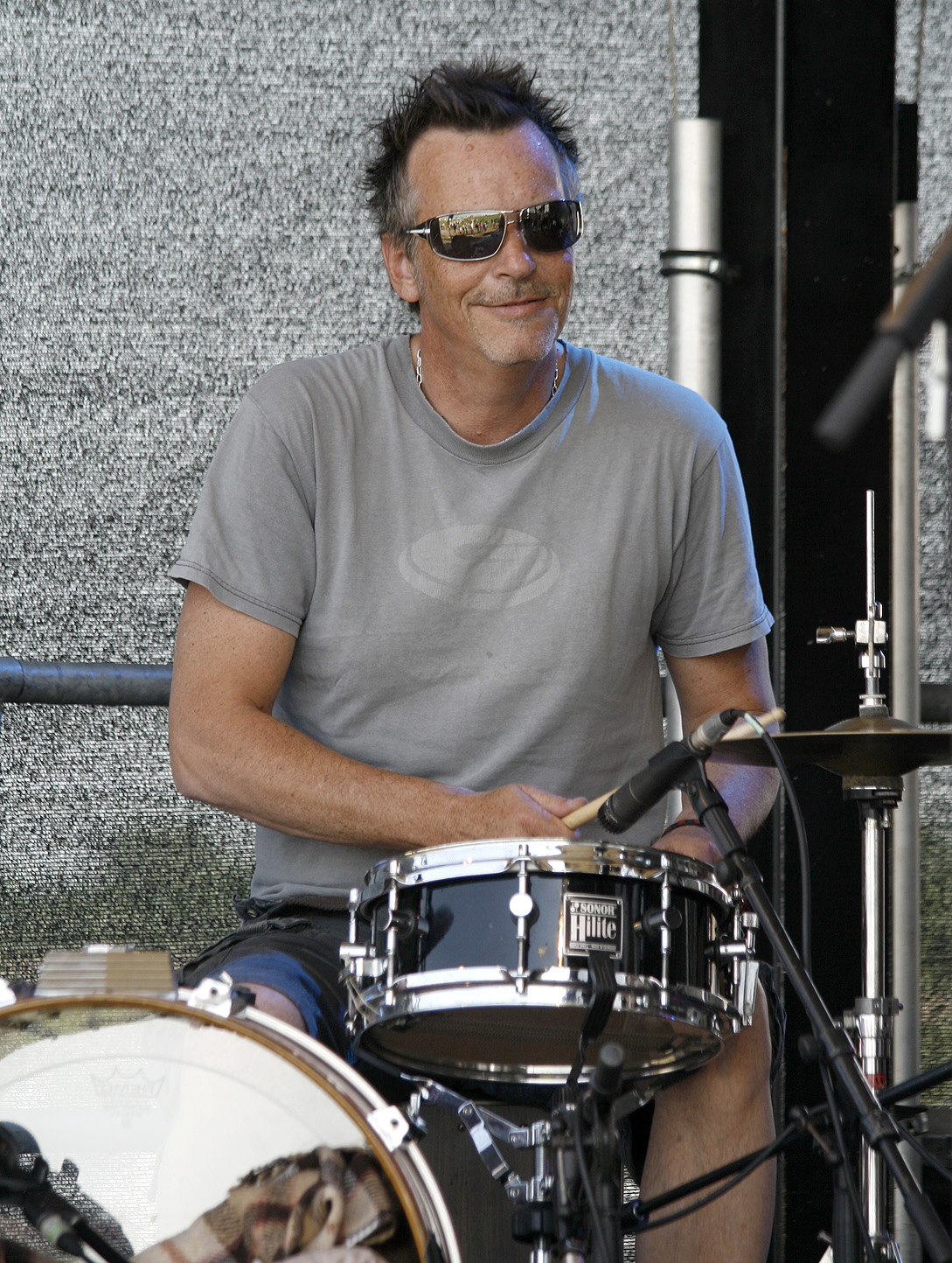
Alex Deutsch (2010)

Deutsch wuchs in der Steiermark auf. 1977 bekam er einen Studienabschluss an der Universität für Musik und darstellende Kunst Graz. In den 1980er Jahren lebte Deutsch in Amerika, wo er mit Woody Shaw, Hal Crook und Jerry Bergonzi, aber auch mit Arrested Development arbeitete und zudem erste Alben unter eigenem Namen einspielte. Auch arbeitete er mit Wolfgang Muthspiel, Tone Janša, Torsten de Winkel und Jamaaladeen Tacuma. 1998 ersetzte er Anders Stenmo, der an einem Hörsturz litt, und wurde Schlagzeuger bei der Ersten Allgemeinen Verunsicherung. Während der Himmel & Hölle Tour 98 erkrankte er an einer Lungenentzündung und musste die Band nach einigen Monaten wieder verlassen. Er wurde durch Robert Baumgartner ersetzt.
2005 lernte Deutsch, zu dieser Zeit Drummer der Wiener Jazz-Groove-Formation Café Drechsler, Anna F. kennen. Später wurde er ihr engster Berater, Lebensgefährte und Schlagzeuger ihrer Band. 2006 wurde Deutsch als Musiker des Jahres mit dem Hans-Koller-Preis ausgezeichnet.
Im Vorfeld des Eurovision Song Contest 2015 in Österreich gehörte er Ende 2014 zusammen mit Anna F. zu dem vom ORF zusammengestellten Team, das die Kandidaten für den österreichischen Beitrag suchte.  2016 feierte er sein 40-jähriges Bühnenjubiläum im Wiener Porgy & Bess; dort präsentierte er auch seine neue Combo Alex & The Candy Killers.

## Diskographische Hinweise
- Pink Inc. (mit George Garzone, Jamaaladeen Tacuma; Disk Union / DIW 1991)